# Religión en Londres

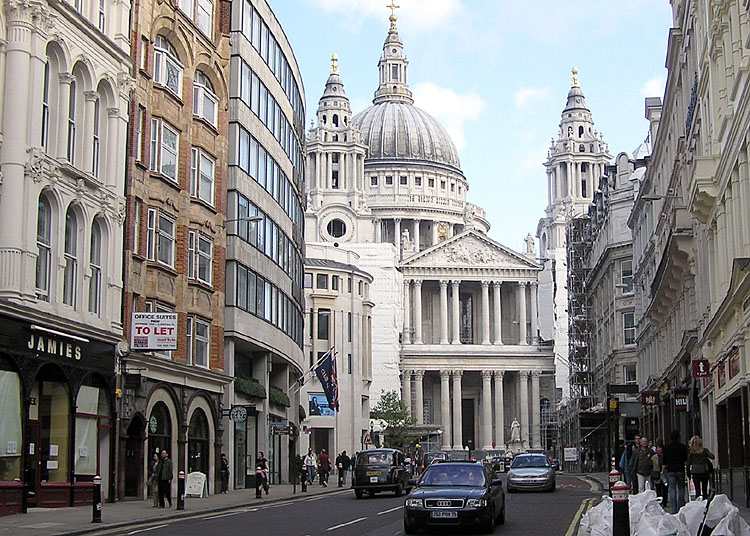
Vista de la Catedral de San Pablo desde Ludgate Hill

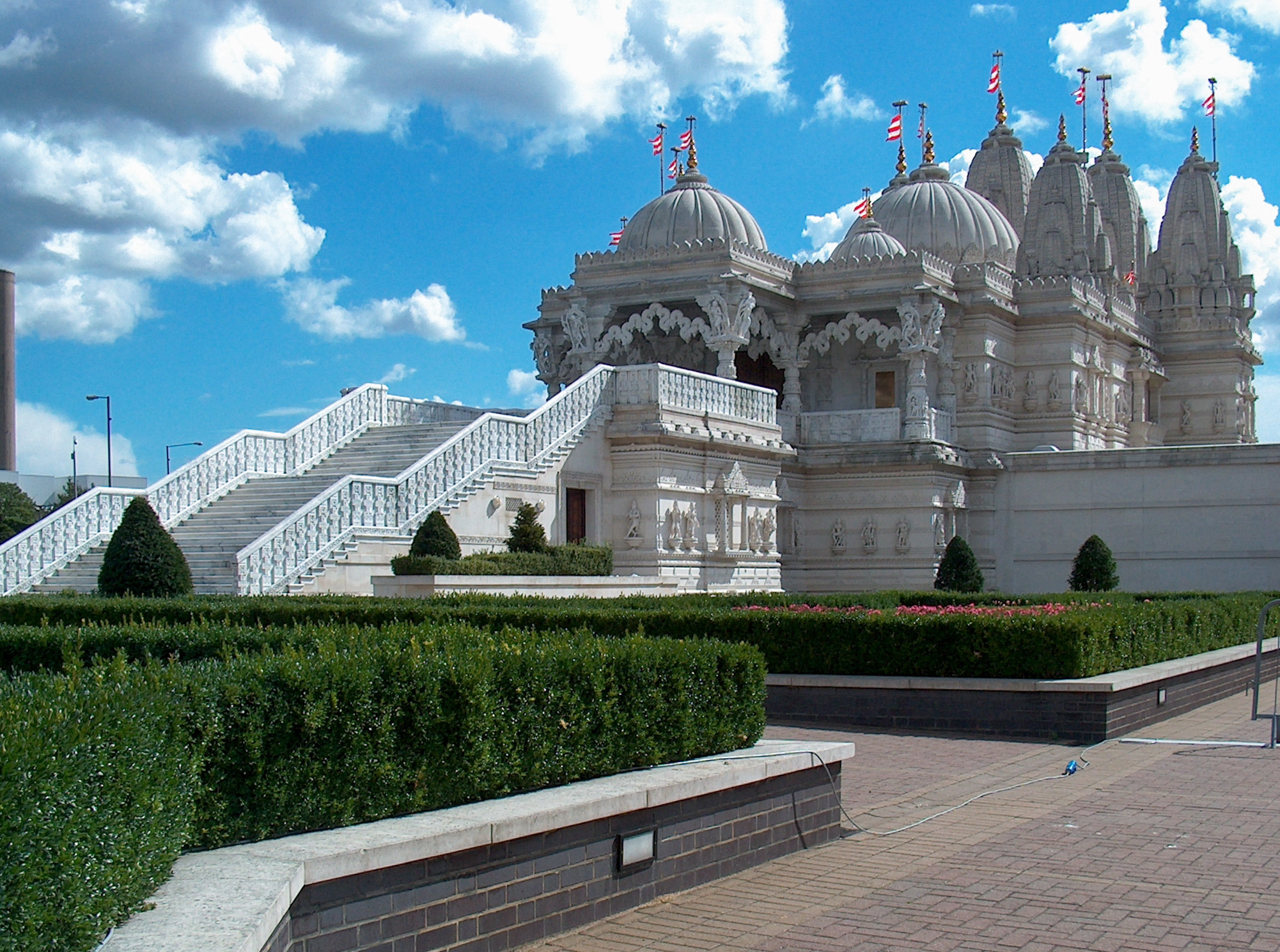
Templo hindú en Neasden, uno de los templos hindúes más grandes en Europa.

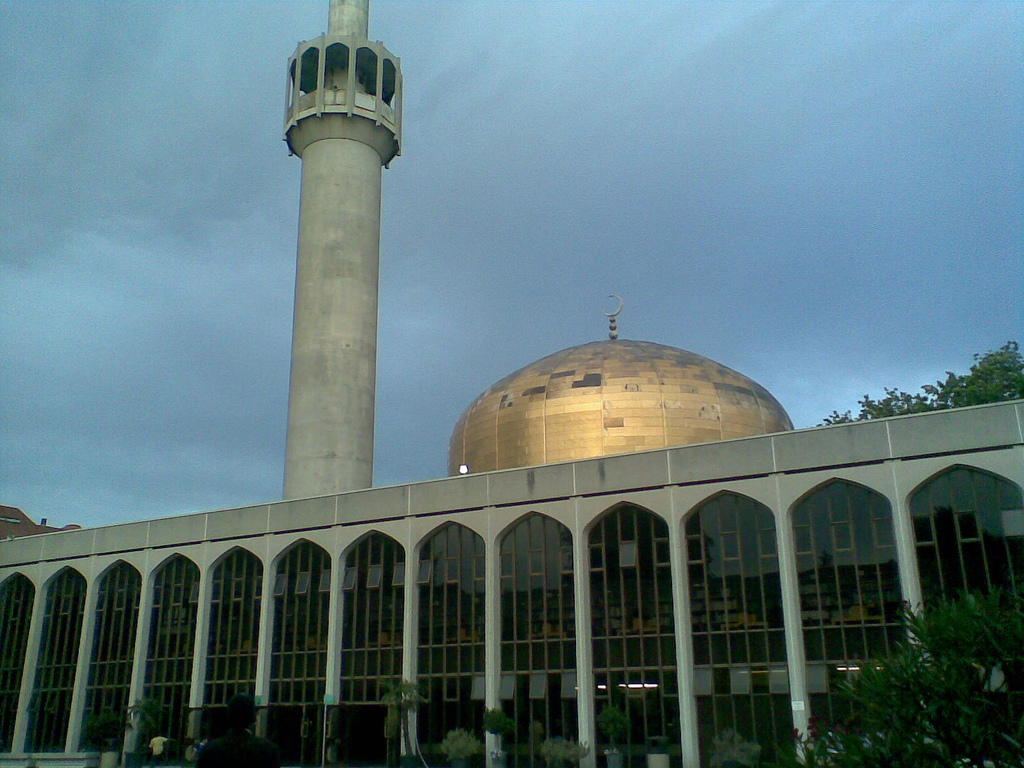
Mezquita Central de Londres en Regents Park.

Londres posee centros de culto de una gran multitud de religiones. Según el censo de 2001, el grupo religioso más numeroso lo forman los cristianos (58,2%), seguidos de los ateos (15,8%), quienes no respondieron (8,7%), musulmanes (8,3%), hinduistas (4,1%), judíos (2,1%), sijes (1,5%), budistas (0,7%) y otros (0,6%).

## Cristianismo
Históricamente Londres ha sido predominantemente cristiano. Esto se ve claramente en el número de iglesias en la zona, particuarlamente en la Ciudad de Londres que contiene unas 50 iglesias. el anglicanismo es la primera denominación, y la residencia del arzobispo de Canterbury es el actual Palacio de Lambeth. La mayor parte de las zonas de Londres al norte del Támesis corresponden a la diócesis de Londres que se encuentra bajo el obispo de Londres en la famosa catedral de San Pablo, mientras que la mayor parte de las zonas al sur del río son administradas por la Catedral de Southwark como la diócesis de Southwark. Las cereonias reales e importantes se realizan tanto en la Catedral de San Pablo como en la Abadía de Westminster.
La catedral católica más grande de Inglaterra y Gales es la Catedral de Westminster, desde la cual el Arzobispo de Westminster lidera la Iglesia católica en esas regiones. Otras denominaciones cristianas también tienen sus centros en la ciudad, incluyendo la Iglesia Reformada Unida, el Ejército de Salvación y los cuáqueros, ue comunidades inmigrantes han establecido sus propias denominaciones o diócesis (como, por ejemplo, la iglesia ortodoxa griega). También se da la presencia de iglesias evangélicas en la ciudad.

## Hinduismo
La mitad de la población hindú del Reino Unido vive en Londres, particularmente en Brent y Harrow donde conforman un quinto de la población, y en Southall en el oeste de Londres. El templo hindú en Neasden era el templo hindú más grande de Europa hasta que se construyó el templo Shri Venkateswara (Balaji) en Tividale en 2006. Los Hare Krishna pueden ser vistos a veces en las calles de Londres, sobre todo cerca del Templo Radha Krishna en Soho.

## Judaísmo
Unos dos tercios de judíos británicos viven en Londres, lo que coloca a la ciudad en la número trece con mayor población judía. Hay comunidades significantes en partes del norte de Londres como en Standford Hill y Golders Green. En la actualidad hay dos eruvim en Londres; uno que cubre Hendon, Golders Green, y Hampstead Garden Suburb y otro Edgware. Se planean otros dos eruvim más: uno en Stanmore y otro para Elstree/Borehamwood. Existe una larga historia de los judíos en Londres con la llegada de los primeros judíos en 1657. La sinagoga Bevis Marks construida en 1701 es la más antigua del Reino Unido que se encuentra a un en uso. En 1899, un mapa que mostraba por color la proporción de judíos en comparación con otros residentes en East London, calle por calle ilustraba que la población judía de la época se localizaba sobre todo en las zonas de Whitechapel, Spitalfields y Mile End.

## Islam
El islam es la minoría religiosa más grande de Londres. En Inglaterra, el 40% de los musulmanes vive en Londres, donde conforman el 8,5% de la población. En el censo de 2001 aparecen 607.083 en la zona de Gran Londres.
La mayoría se concentra en los municipios de Newham, Tower Hamlets y Waltham Forest. La Mezquita Central de Londres es un lugar muy conocido en el borde de Regent's Park, y hay muchas otras mezquitas en la ciudad. Sin embargo, en 2003 la comunidad Ahmadiya construyó la Mezquita Baitul Futuh siendo la más grande de Europa.
- Datos: Q7311208
- Multimedia: Religion in London / Q7311208